# پیست اسکی فریدون‌شهر

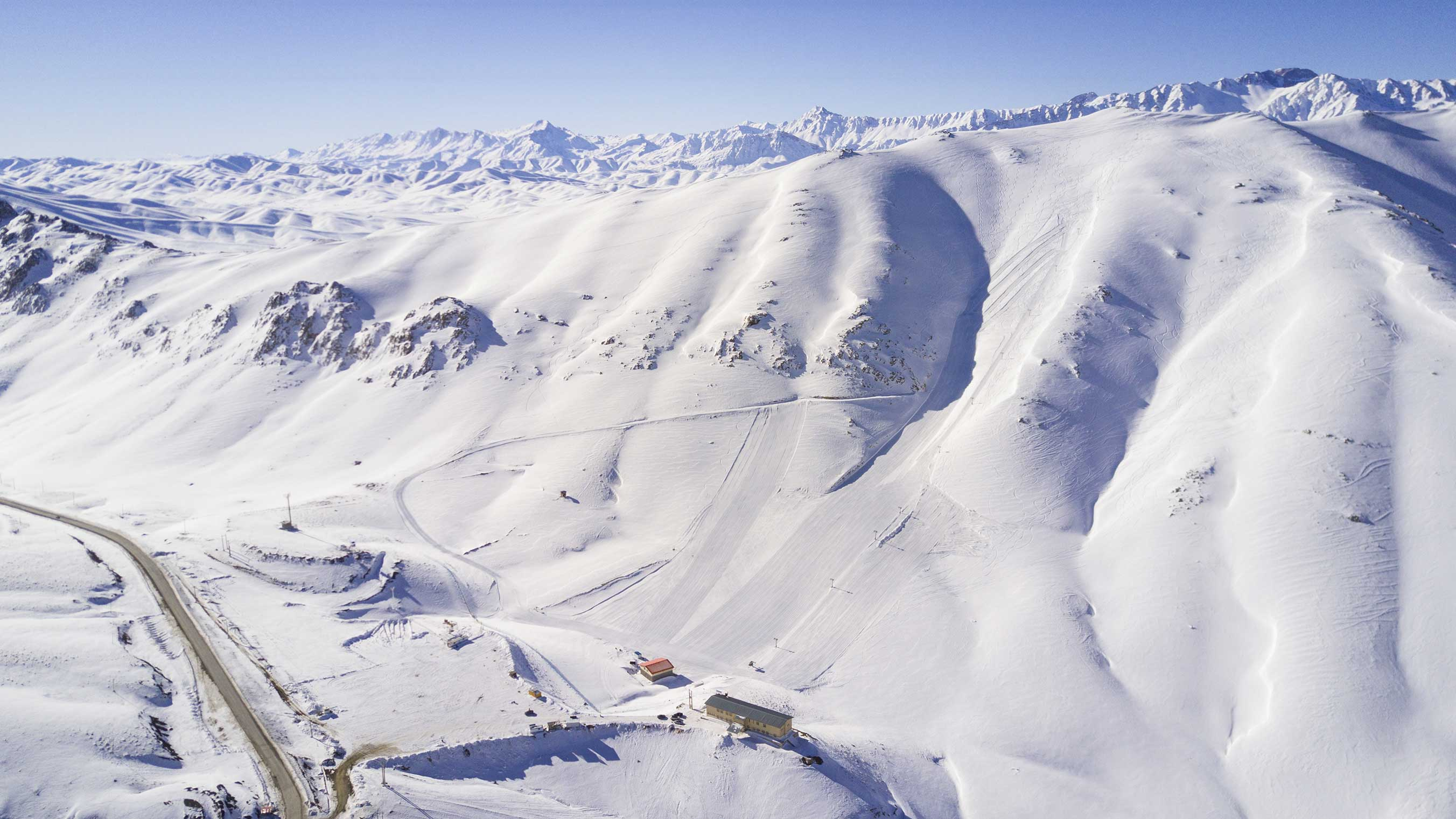

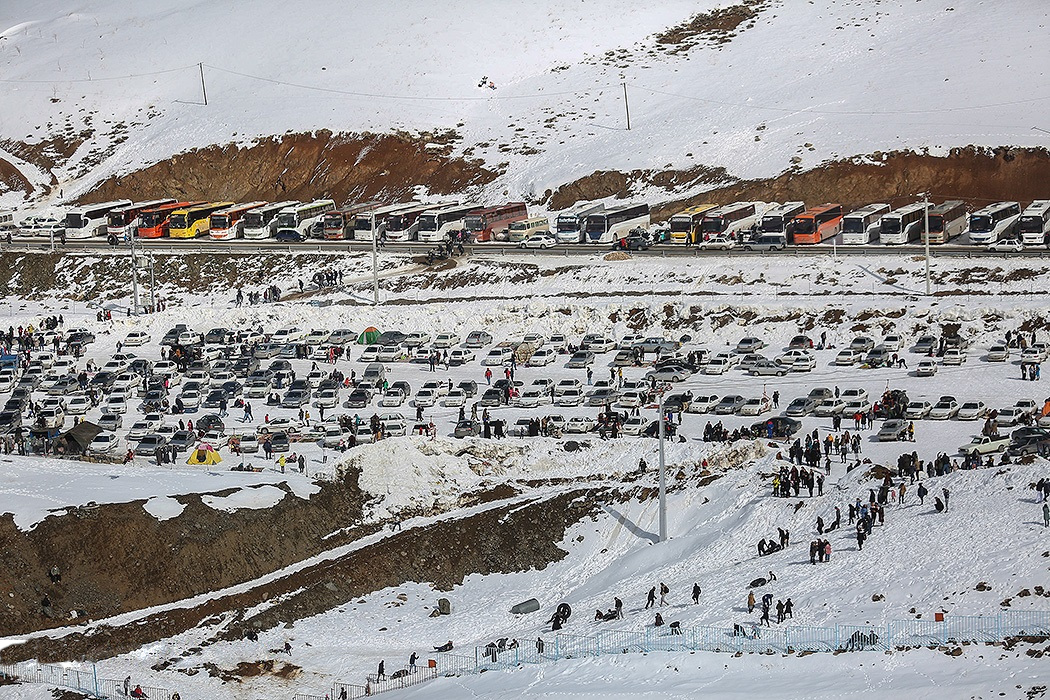
بهمن ماه سال ۹۸

پیست اسکی فریدون‌شهر  در ۱۸۰ کیلومتری غرب اصفهان و ۶ کیلومتری فریدون‌شهر و در دامنهٔ کوه تسیخه قرار گرفته و مرتفع‌ترین پیست اسکی ایران است.
شهرستان فریدون‌شهر با وجود در اقلیم کوهستانی زاگرس، ارتفاعی بیش از ۲۵۰۰ متر، متوسط بارندگی ۶۰۰ میلی‌متر و متوسط ۱۱۰ روز یخبندان در سال، عمدتاً نوع بارش آن به صورت برف می‌باشد
پس از یک انتظار طولانی برای بازگشایی پیست به دلیل کمبود بارشها در پاییز و زمستان ۹۶، مردم فریدونشهر شاهد ترافیک ۶ کیلومتری در ۶ بهمن و ۱۳ کیلومتری در ۱۳ بهمن بودند و درحالیکه فاصله پیست تا شهر ۶ کیلومتر است، این حجم از ترافیک وارد شهر شده و مشکلات زیادی را برای شهروندان و همچنین مسافرین ایجاد کرد. همچنین گردشگران با کمبود زیرساخت‌ها و امکانات پیست روبرو شدند. 

## مشخصات پیست اسکی
پیست اسکی فریدون‌شهر تنها پیست اسکی استاندارد در استان اصفهان است که شیب تند و منحصر به فرد حدود ۳۵ درجه در میان ۲۲ پیست اسکی دیگر کشور دارد. ارتفاع پایهٔ پیست اسکی فریدون‌شهر از سطح دریا ۲٬۶۳۰ متر است و در بالاترین نقطه پیست به ۳٬۰۰۰ متر می‌رسد که با این مشخصات مرتفع‌ترین پیست اسکی فلات مرکزی ایران است. این پیست اسکی مجهز به برف‌کوب و سایر امکانات رفاهی و درمانی می‌باشد.

## امکانات پیست اسکی
اقامتگاه ویژه ورزشکاران، سالن مجهز به سیستم گرمایش، تل‌اسکی، پیست آموزشی مجزا برای افراد مبتدی، پارکینگی به گنجایش یک هزار و پانصد دستگاه خودرو و یک بالابر بشقابی که در زمانی حدود ۶ دقیقه به بالای پیست انتقال می‌دهد و ویژه اسکی بازان حرفه‌ای می‌باشد، از جمله امکانات پیست اسکی فریدون شهر می‌باشد.
از دیگر امکانات پیست اسکی فریدونشهر می‌توان به تله اسکی به طول ۹۷۶ متر، به بالابر تله اسکی، برف کوب، رستوران و کافی شاپ اشاره کرد و تجهیزاتی از جمله چوب اسکی و وسایل مربوط به این ورزش به صورت کرایه در اختیار علاقه‌مندان قرار می‌گیرد.

## تعداد بازدیدکنندگان
کارشناس برنامه‌ریزی و امور عمرانی فرمانداری شهرستان فریدون‌شهر، با اشاره به اینکه سالانه بیش از ۳۰٬۰۰۰ نفر از ورزشگاه زمستانی فریدون‌شهر بازدید و استفاده می‌کنند، گفت: در روزهای عادی هفته روزانه ۱۰۰ تا ۲۰۰ نفر و در ایام تعطیل به‌طور میانگین در هر روز ۳٬۰۰۰ نفر برای ورزش‌های زمستانی شامل رشته‌های اسکی، اسنوبرد، صحرانوری، سرعت و حتی برف‌بازی به این شهرستان سفر می‌کنند.

## نگارخانه

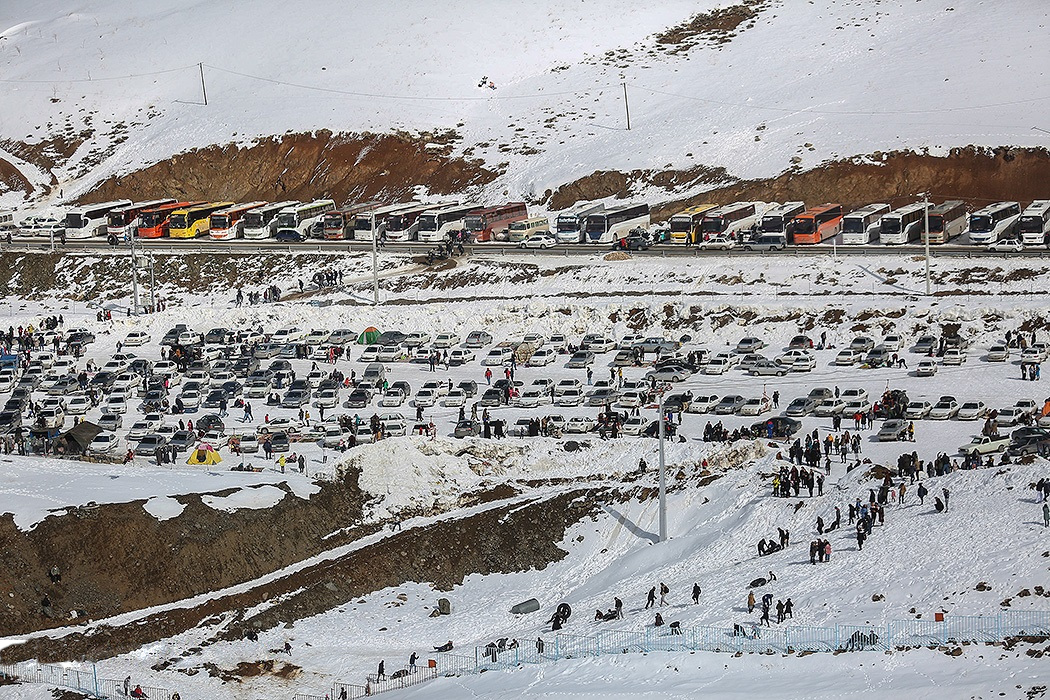
نمایی از پارکینگ
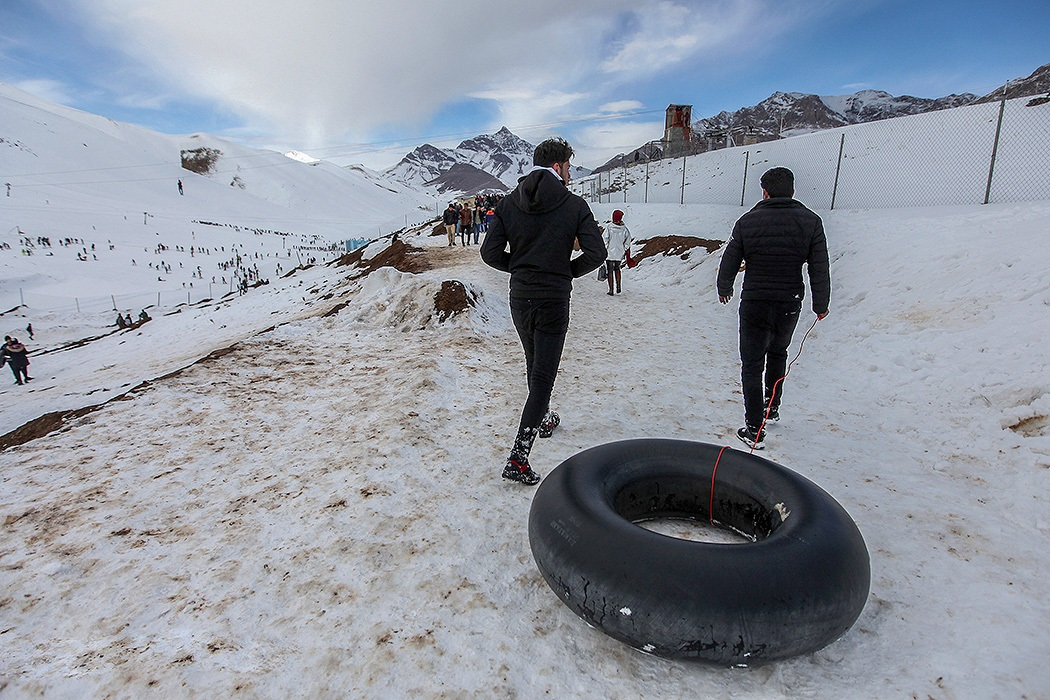
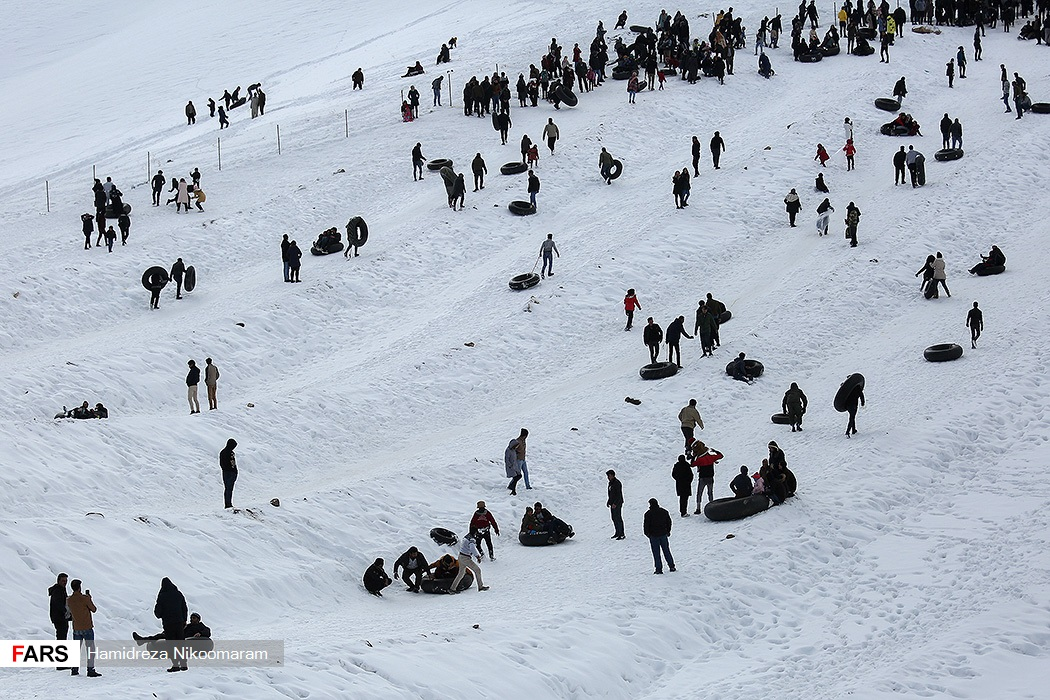
محل مخصوص تیوب سواری و سرسره بازی
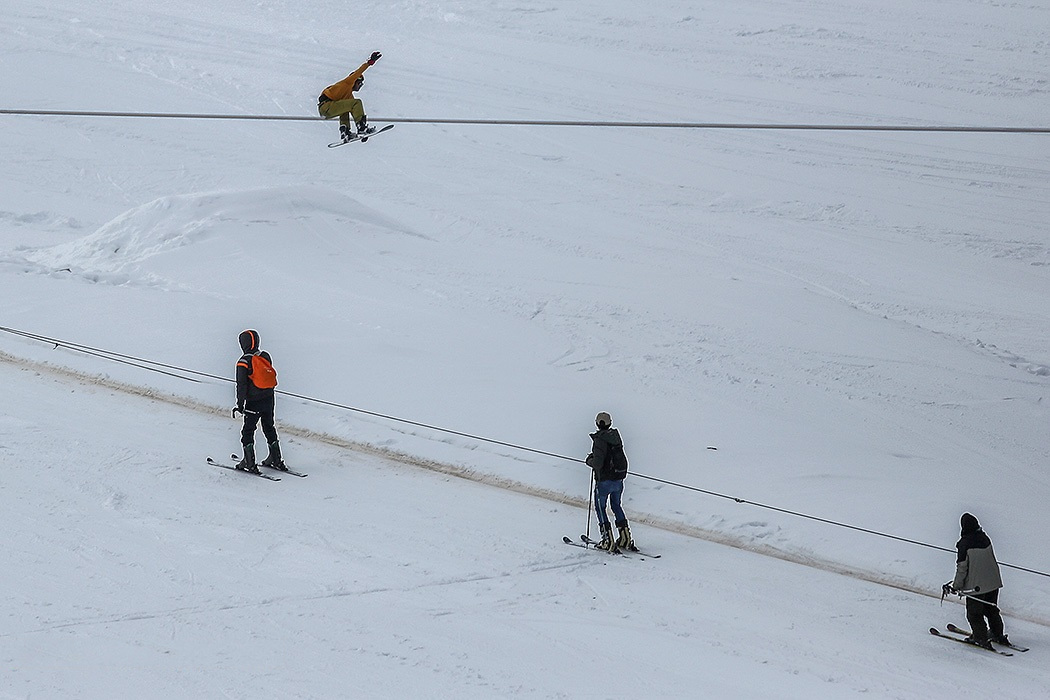
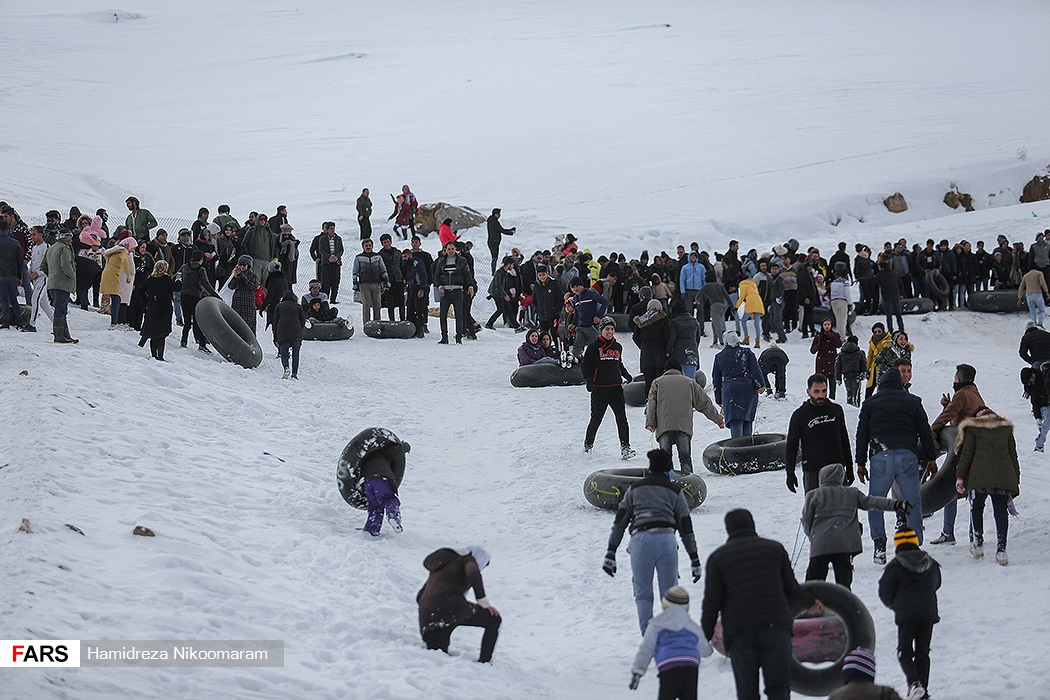
محل مخصوص تیوب سواری و سرسره بازی
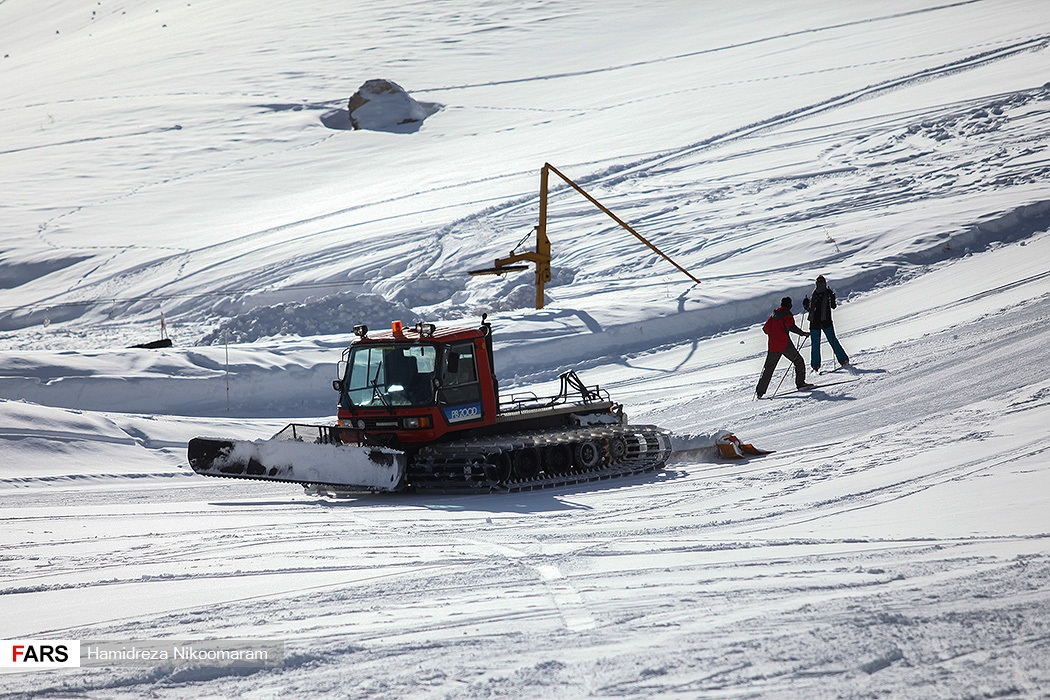
برفکوب
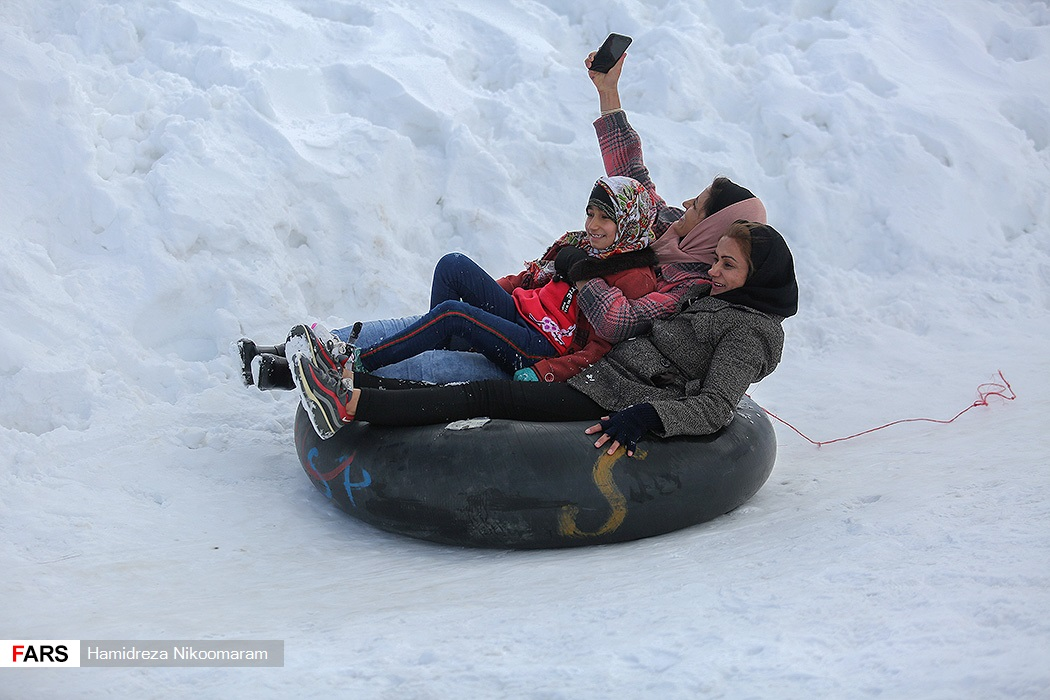
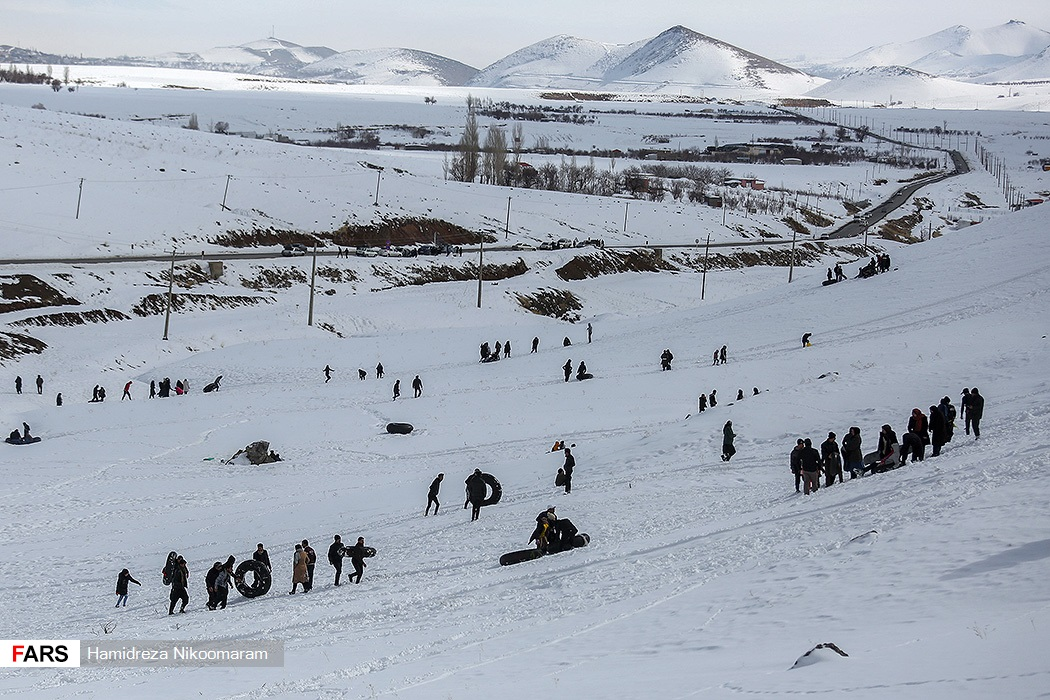
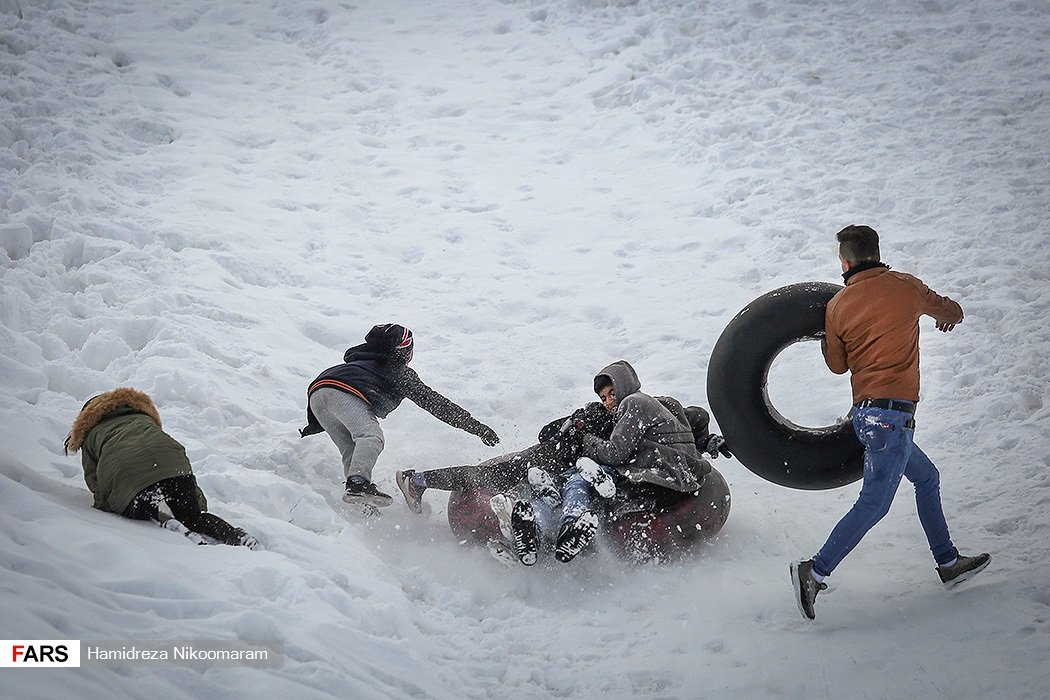
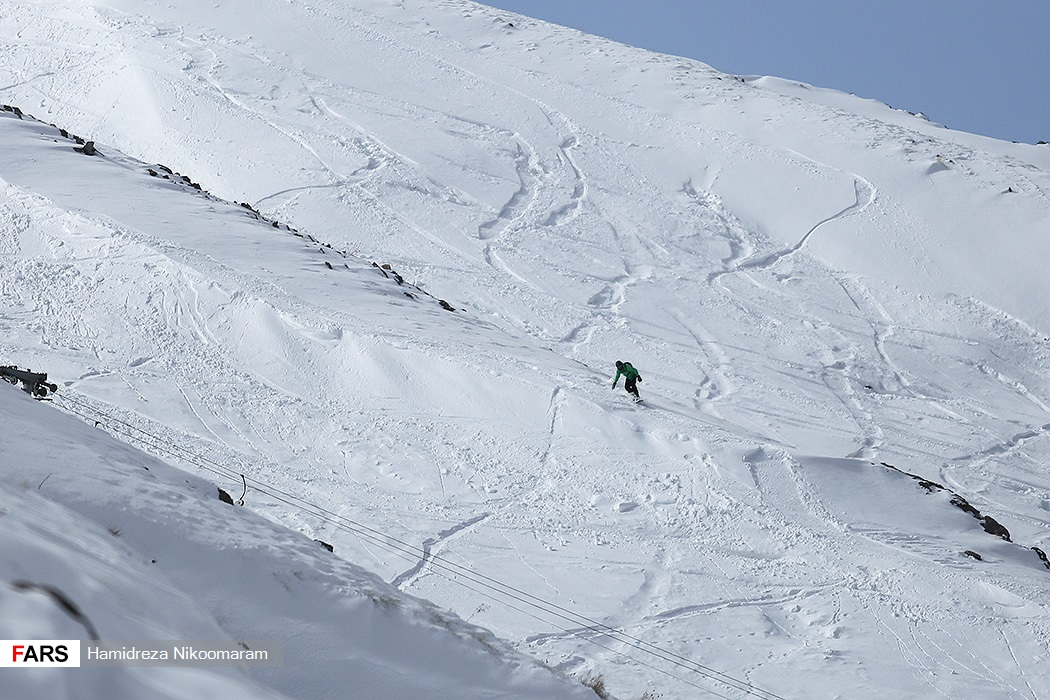
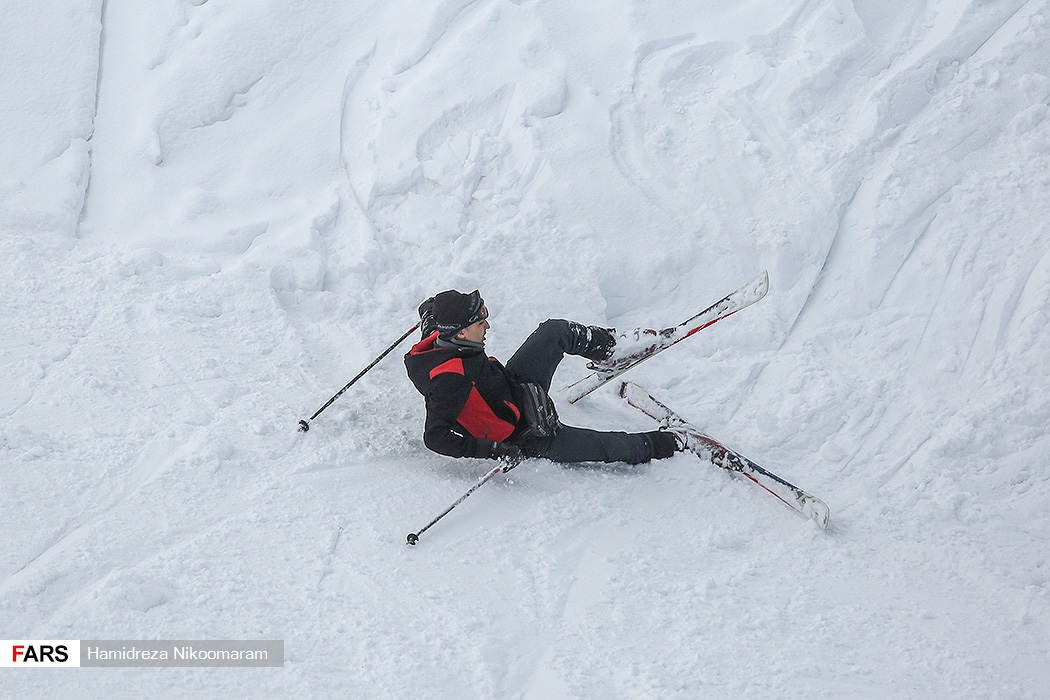
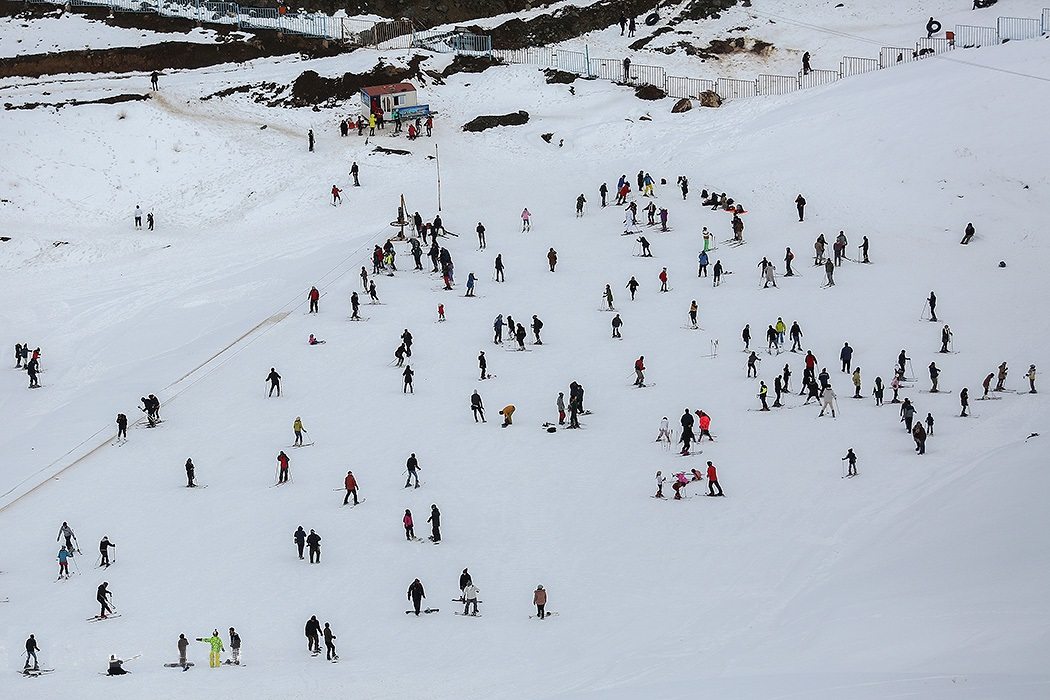
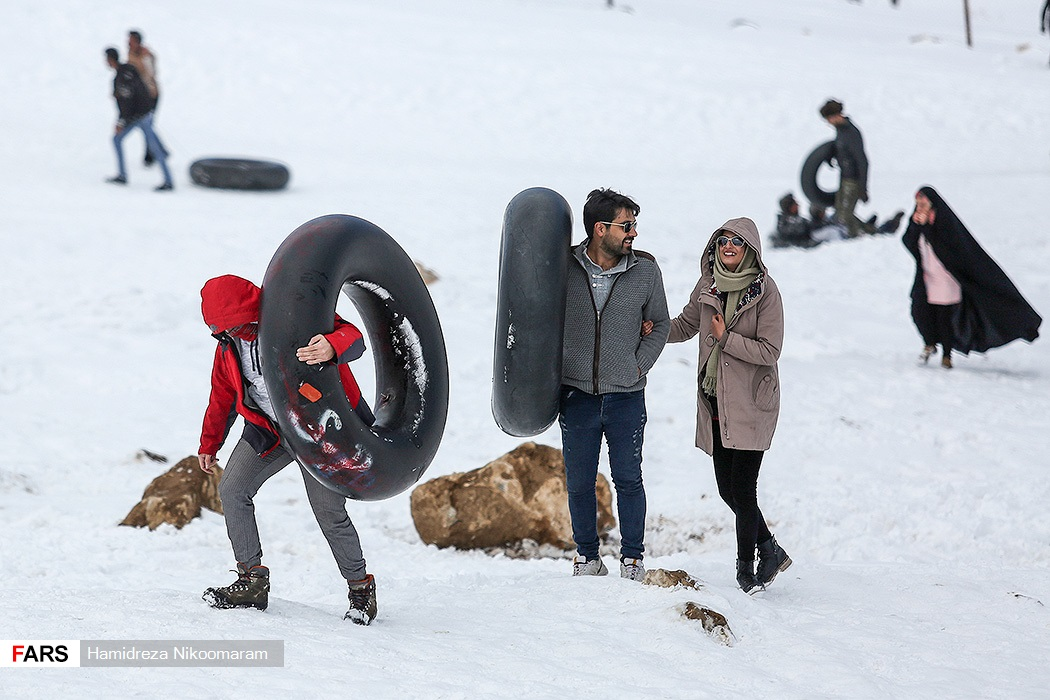
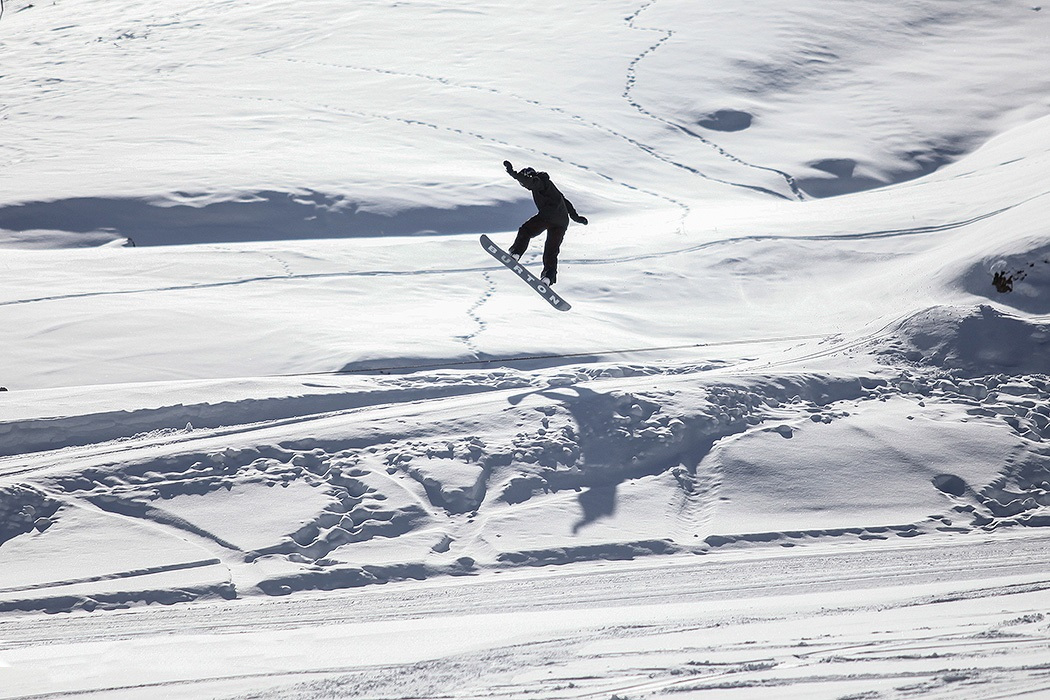
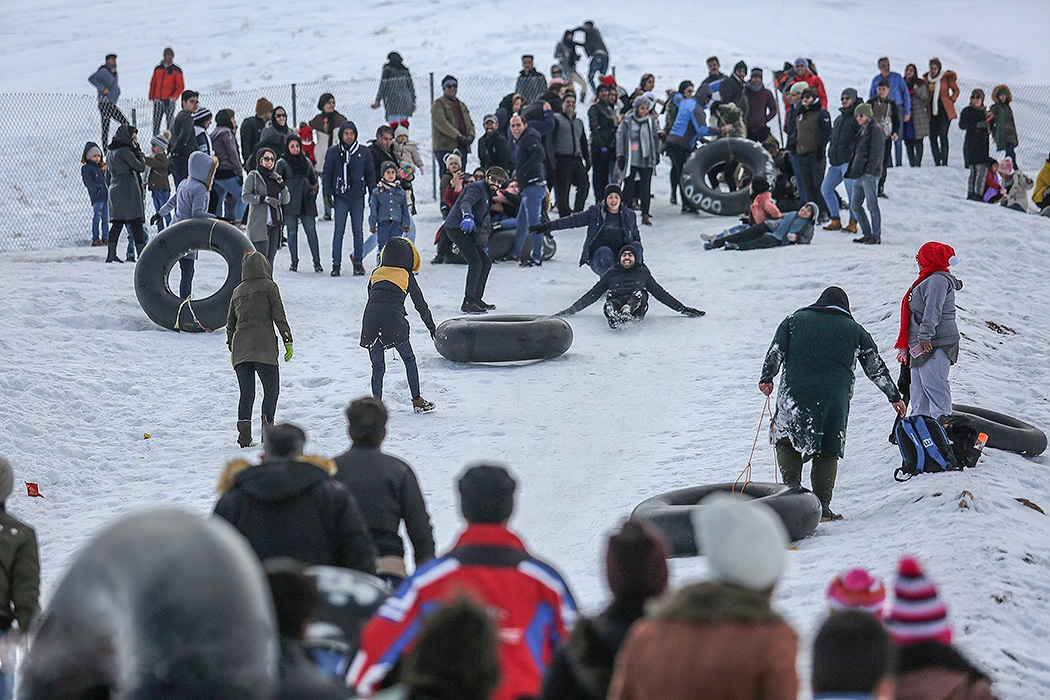
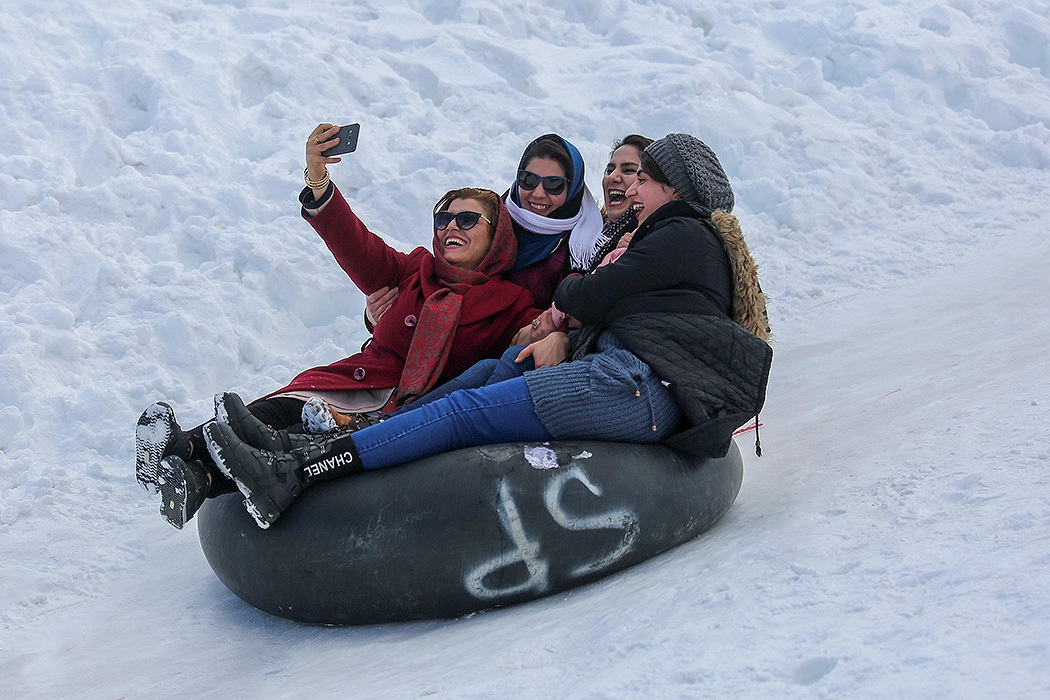
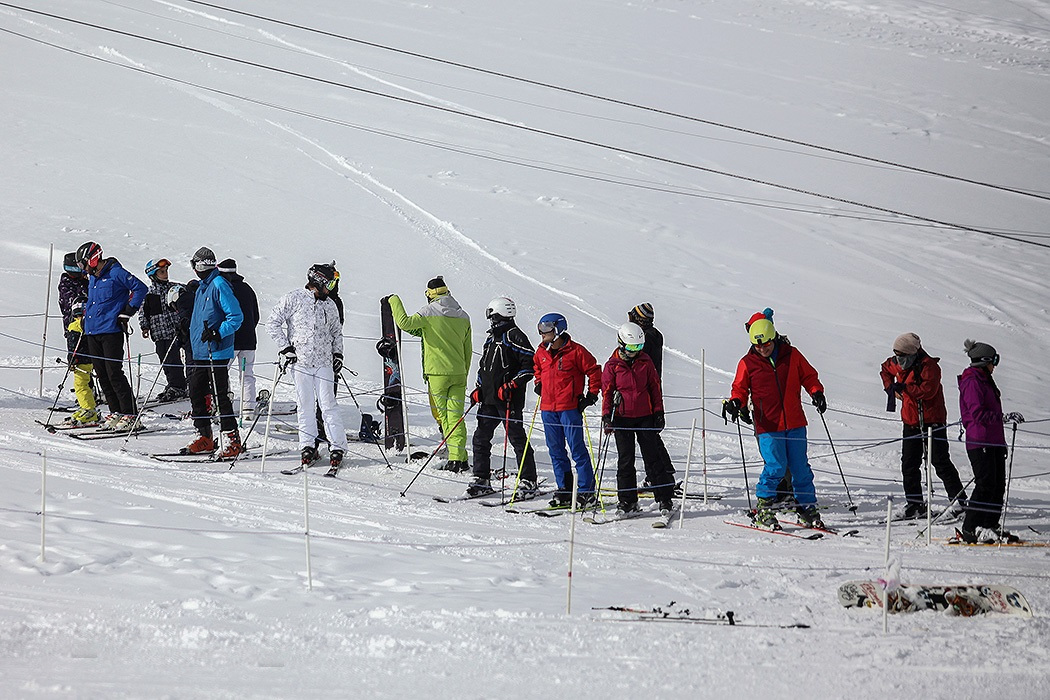
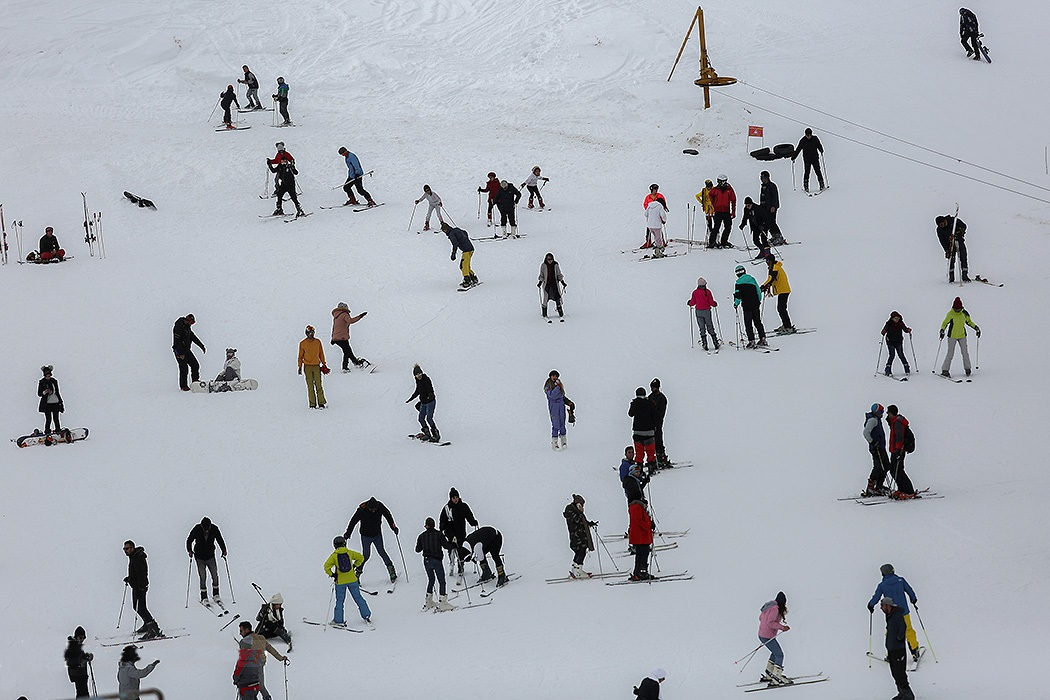
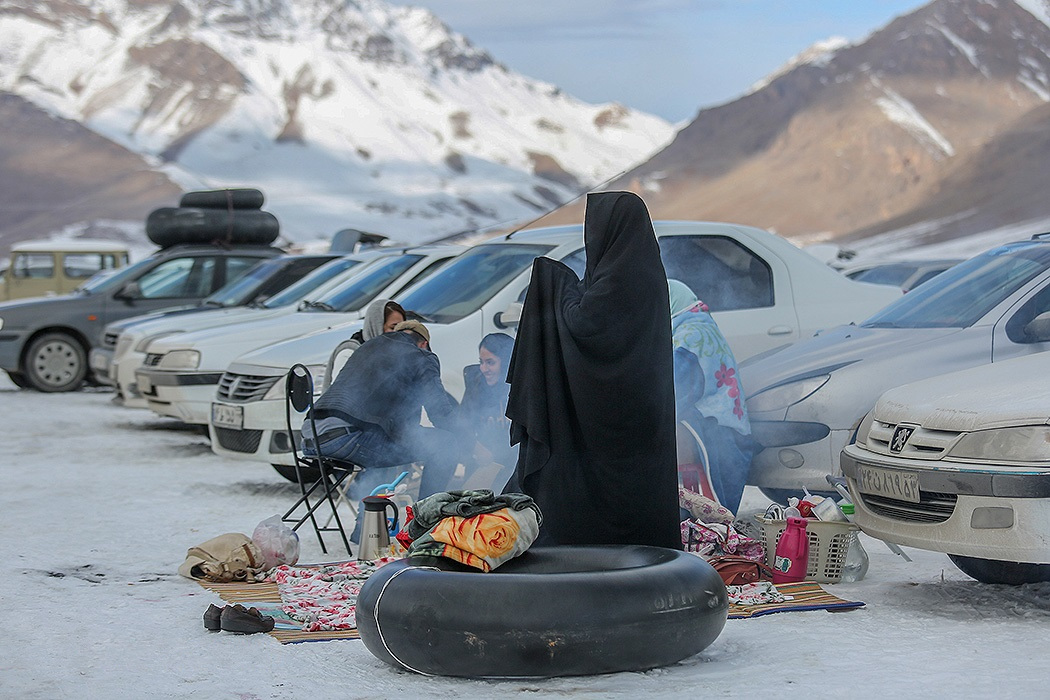
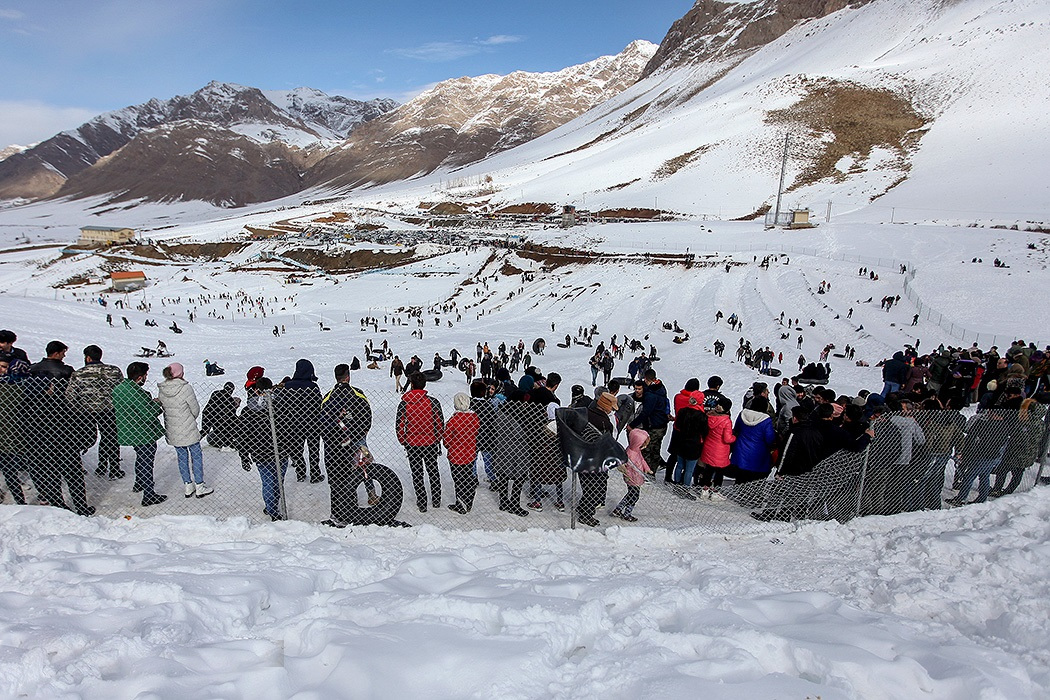